# 2088 Sahlia
2088 Sahlia је астероид главног астероидног појаса са средњом удаљеношћу од Сунца која износи 2,206 астрономских јединица (АЈ).
Апсолутна магнитуда астероида је 12,42.